# Norg
Dongen – wieś w Holandii, w prowincji Drenthe, w gminie Noordenveld. Najstarsze znane pozostałości osadnictwa na tym terenie datuje się na 650–750 r. p.n.e. Średniowieczne źródła pisane wskazują na obecność wsi Norch lub Nurch na tym terenie. Najważniejszym zabytkiem jest trzynastowieczny, romański kościół.
We wsi zlokalizowane są także dwa wiatraki. Pierwszy z nich, Noordenveld, wiatrak holenderski zbudowany w 1878 r., powstał na trzypiętrowej, ceglanej podstawie. Jego cztery śmigła mają rozpiętość 19,2 m. Drugi, De Hoop (rozpiętość skrzydeł – 21,35 m), został zbudowany w 1857 r. i odrestaurowywany w 2000 r.

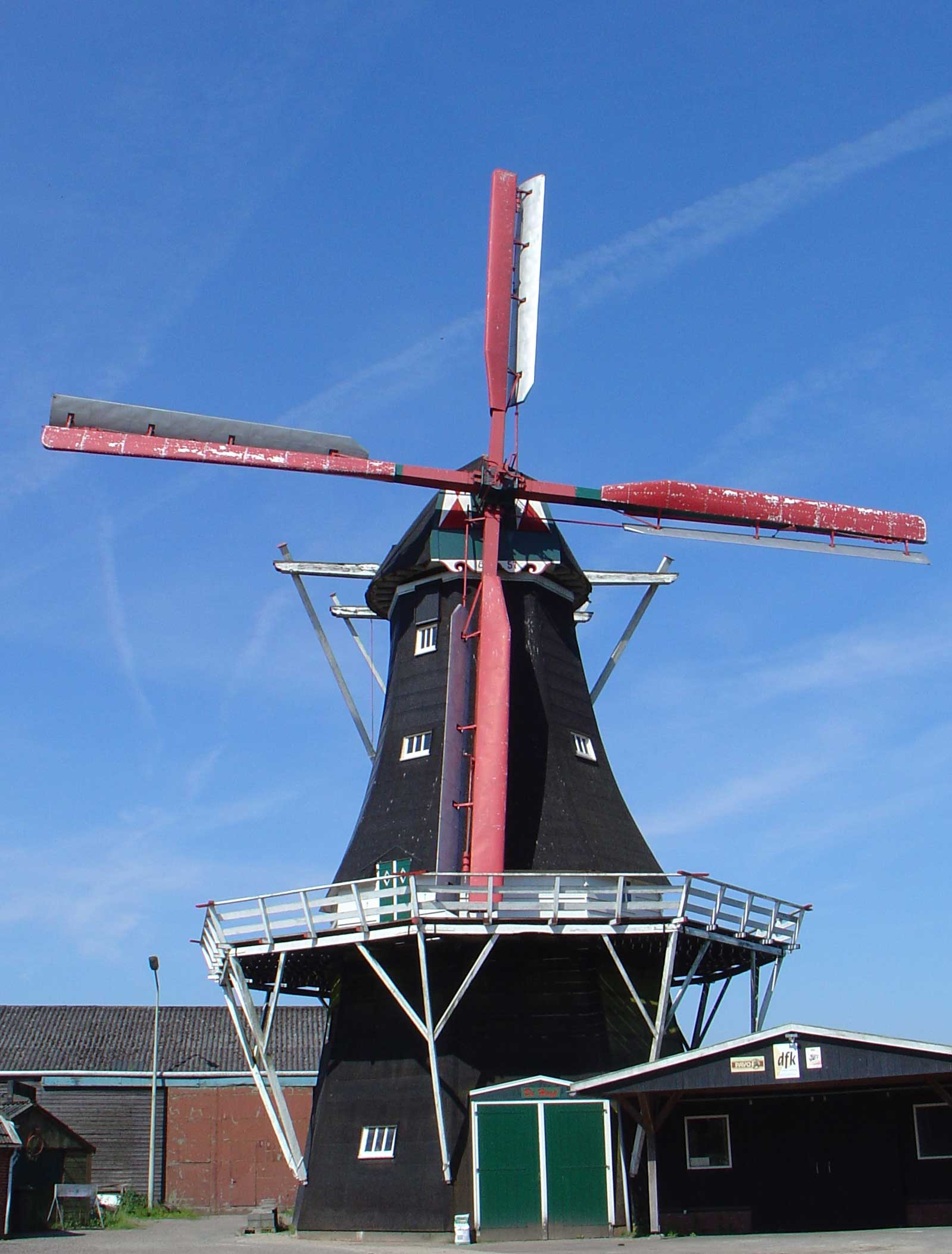
Wiatrak de Hoop
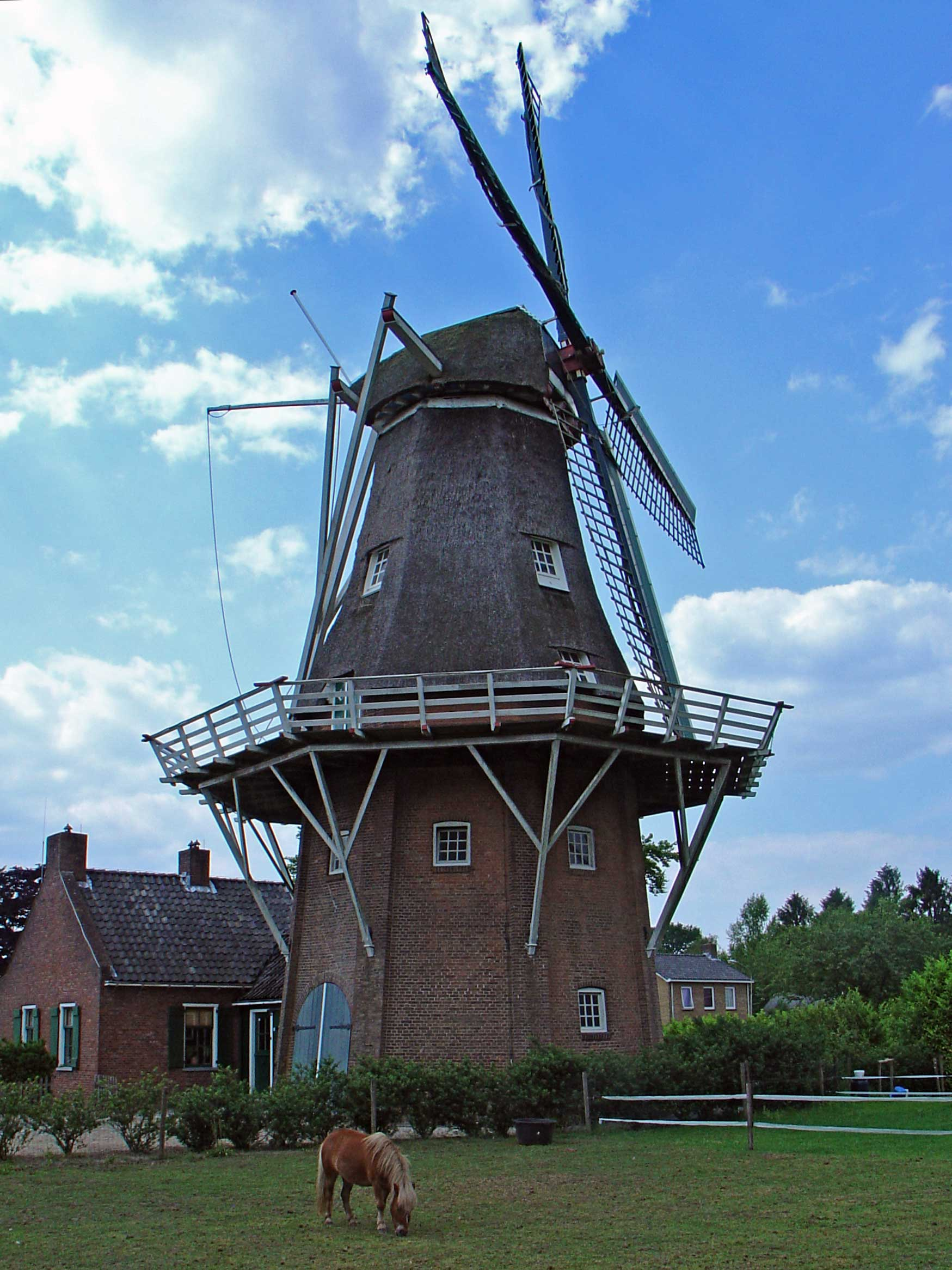
Wiatrak Noordenveld